# Michael Charles Evans
Michael Charles Evans (n. 10 august 1951, Southwark, Londra - d. 11 iulie 2011, Norwich) a fost un teolog romano-catolic englez și episcop al Angliei de Est.